# Gagata cenia
Gagata cenia es una especie de peces de la familia Sisoridae en el orden de los Siluriformes.

## Morfología
Los machos pueden llegar alcanzar los 15 cm de longitud total.
Número de  vértebras: 35-36.

## Hábitat
Es un pez de agua dulce y de clima tropical (20 °C-24 °C).

## Distribución geográfica
Se encuentran en Asia:  cuencas de los ríos Ganges y Indo, río Mahanadi, Birmania y río Salween en Tailandia.